# Terrore bianco (Grecia)
Il Terrore bianco (in greco Λευκή Τρομοκρατία?) è il termine utilizzato in Grecia, analogamente a casi simili, che riguarda il periodo di persecuzione dei membri del Partito Comunista di Grecia (KKE) e di altri ex membri dell'organizzazione di resistenza di sinistra del Fronte di Liberazione Nazionale (EAM) durante la seconda guerra mondiale nel 1945-1946, prima dello scoppio della guerra civile greca.

## Contesto
Durante l'occupazione dell'Asse della Grecia, l'EAM-ELAS, dominata dai comunisti, era diventata la principale organizzazione all'interno del movimento di resistenza greco. Fino all'estate del 1944, con un numero di membri stimato tra il mezzo e i due milioni, e disponendo di circa 150.000 combattenti, faceva impallidire i suoi rivali non comunisti più vicini, l'EDES e l'EKKA. Le crescenti tensioni interne e tra gli altri gruppi rivali, innescate dall'ideologia e dall'ambizione dell'EAM-ELAS di essere l'unico strumento di "liberazione nazionale", portarono a ripetuti scontri nel 1943-1944, in quella che fu poi definita la "prima fase" della guerra civile.
Al momento della liberazione della Grecia nell'ottobre 1944, l'EAM-ELAS dominava il paese ad eccezione delle principali città, in particolare Atene, dove le forze britanniche sostenevano il governo greco tornato in esilio. Dal ritorno del governo in esilio, fu stabilito in Grecia un nuovo governo di unità nazionale guidato da Georgios Papandreou con la partecipazione dell'EAM e del KKE, secondo quanto previsto dall'accordo di Caserta. I disaccordi interni del governo, portarono al ritiro dei ministri dell'EAM. La rivalità sopita tra il governo di Papandreou, appoggiato dagli inglesi, e l'EAM-ELAS, sfociò negli scontri della Dekemvriana ad Atene (dicembre 1944 - gennaio 1945), dove l'EAM-ELAS fu sconfitto e disarmato con l'accordo di Varkiza (febbraio 1945).
L'accordo di Varkiza non fu pienamente attuato poiché i suoi termini contenevano molte omissioni e ambiguità intenzionali. La parte del governo non assolse i suoi obblighi, mentre i membri canaglia del KKE come Aris Velouchiotis celarono grandi nascondigli di armi in previsione di future rappresaglie da parte della destra.

## Il Terrore bianco e lo scoppio della guerra civile
Alla sinistra greca furono sistematicamente negati i diritti politici e legali dal governo, facilitando la sua successiva persecuzione. Con l'EAM-ELAS neutralizzato, i suoi membri divennero facile preda di vari gruppi di destra in rappresaglia per il precedente "Terrore rosso". Questi andavano da ex membri dei battaglioni di sicurezza collaborazionisti ai servizi di sicurezza paramilitari del governo, principalmente la Gendarmeria greca, l'Unità di Sicurezza rurale (MAY) e la Guardia Nazionale, che agivano con il tacito sostegno del governo. Pertanto, come sottolinea Polymeris Voglis, "[dove] altrove in Europa le carceri erano inondate di fascisti e dei loro collaborazionisti, in Grecia la maggior parte dei prigionieri era composta dai membri di organizzazioni di resistenza di sinistra": secondo la British Legal Mission in Greece, dei 16.700 detenuti al 1º ottobre 1945, 7.077 erano criminali di reati comuni, 6.027 erano prigionieri di sinistra incarcerati dopo la Dekemvriana e solo 2.896 erano collaborazionisti. A dicembre 1945, 48.956 persone erano ricercate dalle autorità greche a causa della loro affiliazione con l'EAM-ELAS. La campagna di persecuzione durò fino al 1945 e per gran parte del 1946, e fu un elemento critico nella radicalizzazione e polarizzazione del clima politico nel paese.
Nel maggio 1945, la Guardia Nazionale aveva stabilito avamposti in tutto il paese, ma i suoi numeri erano insufficienti per mantenere l'ordine; inoltre anche la forza lavoro della Gendarmeria si era esaurita durante la Dekemvriana. In tali circostanze, le attività di polizia venivano spesso svolte da organizzazioni paramilitari di estrema destra, in particolare dall'Organizzazione X. In aree come Creta, Peloponneso meridionale e Tessaglia, le bande paramilitari superarono in numero le unità di sicurezza ufficiali anche oltre il 1946. Mentre il coinvolgimento britannico nel sostenere direttamente i paramilitari di estrema destra rimane una questione controversa nella storiografia greca e non è stato dimostrato in modo conclusivo. È certo che le autorità britanniche hanno tollerato le loro attività e non hanno fatto alcuno sforzo per impedire la persecuzione della sinistra greca. In seguito all'accordo di Varkiza, 35 squadroni della morte di estrema destra furono formati nella Grecia centrale, 35 in Tessaglia, 23 in Epiro, 50 nel Peloponneso, 38 nella Macedonia occidentale, per un totale di 35 bande operanti nella Macedonia centrale, Macedonia orientale e Tracia. Gli squadroni della morte operarono anche su varie isole greche, portando il numero totale di paramilitari a oltre 230 bande, che contavano da 10.000 a 18.000 membri nel luglio 1945. Dopo il secondo congresso del partito del KKE nel febbraio 1946, circa 250 milizie di sinistra di autodifesa, note come Gruppi di combattenti armati democratici perseguitati (ODEKA), vennero create in tutta la Grecia, per un totale di circa 3.000 uomini. La maggior parte dei miliziani erano ex combattenti dell'ELAS. Gli eventi successivi videro il boicottaggio da parte della sinistra delle elezioni del 1946 e infine la ripresa della guerra con lo scoppio della terza, o fase principale, della guerra civile greca nella primavera del 1946.
Nel periodo compreso tra l'accordo di Varkiza e le elezioni del 1946, le squadre terroristiche di destra commisero 1.289 omicidi, 165 stupri, 151 rapimenti e sparizioni forzate. 6.681 persone rimasero ferite, 32.632 torturate, 84.939 arrestate e 173 donne furono rasate. In seguito alla vittoria dello Schieramento Unito dei Nazionalisti il 1º aprile 1946 e fino al 1 °maggio dello stesso anno, 116 persone di sinistra furono assassinate, 31 ferite, 114 torturate, 4 edifici furono dati alle fiamme e 7 uffici politici furono saccheggiati.